# Gewog di Dragteng
Il gewog di Dragteng è uno dei cinque raggruppamenti di villaggi del distretto di Trongsa, nella regione Meridionale, in Bhutan.